# Perftile ART
Perftile ART（日本語：パーフタイル アート）は、AIに特化したイラストや漫画を中心にした日本のソーシャル・ネットワーキング・サービス。
自分の作品（創作・二次創作の両方）をアップロードし、他のユーザーの作品を「いいね」で評価する機能など、基本的なイラスト投稿サイトと同じ機能を備えている他、クレジットカードや各種支払いアプリから「コイン」と呼ばれるサービス内通貨を購入する事で、月額プランを開いているユーザーへ課金する事や、所謂「投げ銭」を行うことができる。
なお、コンテンツ直接購入の形式ではなく、サービス内通貨を利用する形であるのは、クレジットカード会社の規制への対応だとしている。
源流は創設者である白木秀樹が2022年に立ち上げた、ゲーム大会の開催や参加者募集、大会進行などの運営をオンラインで完結できるゲーム系SNS『PerfTile GAMES』である。翌2023年1月にはAIイラストが各プラットフォームから閉め出されつつあったところに目をつけ、受け皿としてこのサイトをオープンさせた。
当初は白木による個人開発・運営サイトであったが、2023年11月8日に法人化し、本格的にビジネスとして注力する事にした。
2025年7月1日でサービスを終了した。